# Sarcoglyphis arunachalensis
Sarcoglyphis arunachalensis är en orkidéart som beskrevs av A.Nageswara Rao. Sarcoglyphis arunachalensis ingår i släktet Sarcoglyphis och familjen orkidéer.
Artens utbredningsområde är Arunachal Pradesh. Inga underarter finns listade i Catalogue of Life.